# Didier Conrad
Didier Conrad   (Marsella, 6 de maig de 1959) anomenat simplement Conrad, és un dibuixant de còmics i artista francès, molt popular en aquest país, que ha aconseguit fama internacional després de ser triat com el nou dibuixant de la sèrie de còmic, Astérix. Es va donar a conèixer a principis de la dècada de 1980 per la seva sèrie Heroes Without Scruples. Conrad es va fer càrrec de la sèrie Astèrix del volum 35 juntament amb l'autor Jean-Yves Ferri, del volum 40 juntament amb Fabcaro. És el successor d'Albert Uderzo. Està casat amb l'autora de còmics i llibres infantils Sophie Commenge (també coneguda com Wilbur) i viu a Austin, Texas.

## Biografia
Didier Conrad va néixer a Marsella, en el si d'una família d'immigrants suïssos. Es va apassionar ràpidament pel novè art, i als 14 anys va enviar una planxa a la revista Le Journal de Spirou, que va aconseguir publicar en la secció "carta blanca" del número 1865. Cinc anys més tard, Conrad va començar amb la seva primera sèrie, titulada "Jason", en la qual va col·laborar amb Mythic, Thierry Martens, en aquell temps, redactor cap de la revista, qui li va posar en contacte, dos anys més tard, amb un altre autor que vivia a Marsella, Yann Le Pennetier. Els dos joves artistes, encara que tenien diferents personalitats, mantenien gustos comuns, la qual cosa els va portar a treballar junts. Havent enviat projectes a Ice Fluïu que van ser rebutjats,proposen el seu treball novament al 'Journal de Spirou' i publiquen la seva primera història en 1979. Sawfee: The Hangman Saga apareix en el número 2143 de Le Journal de Spirou. La línia de Conrad és nerviosa, pròxima a la de Franquin. Els dos autors treballen junts en el dibuix i el guió.

## Els anys a Spirou
Després d'algunes històries curtes, el nou editor, Alain De Kuyssche, proposa al duo l'animació del periòdic, treball que tots dos accepten, però que, donat el seu esperit lliure, desenvolupen d'una manera molt particular, desviant-se del concepte tradicional de "animació", introduint mordaços gags en els quals es burlen d'altres artistes que treballen en la revista, amb altes dosis de provocació. Això es va realitzar en una època convulsa de la revista, en la qual els autors estrella d'aquesta, estaven oferint històries mediocres que ocupaven gran part de la revista, amb el que a penes hi havia pàgines per a publicar a altres autors talentosos que estaven començant.
En les seves històries, els dos autors van clamar contra la mediocritat imperant en la revista, la qual cosa provoca malestar entre la plantilla, ja que usen secrets de l'empresa per a les seves planxes.
En un intent per calmar les coses,Charles Dupuis decideix nomenar a José Dutilleu director de la idea. Ell estarà a càrrec, per dir-ho així, de controlar les planxes del duo. La jove parella era molt benvolguda, professional i personalment per Franquin, l'artista estrella de la revista, la qual cosa els va tornar, en una certa forma, intocables.
Després de la seva revolució, Yann i Conrad proposen una nova sèrie regular per a la revista. En aquest moment, Buck Danny desapareix de les pàgines de Spirou, i els dos joves autors proposen un nou personatge que funciona en el mateix món, un aviador anomenatt Chuck Willis que convenç l'editor en cap: el primer episodi de Chuck Willys, Matricule triple zero, es publica l'any 1980. Hi apareixen tres personatges dibuixats. -al flanc, que Mythic descriu com “indicible; Yann i Conrad tornaran a utilitzar el terme per a Les Inamables.